# Ye XingQian
Ye XingQian, né le 26 novembre 1963 à Yueqing dans la province du Zhejiang en Chine, est un artiste peintre naturalisé français.

## Biographie
Peintre autodidacte, issu d'une famille d'artistes, petit-fils de sculpteur, Ye XingQian (叶星千) commence la peinture dès l'âge de cinq ans puis apprend la sculpture avec son frère aîné. À 16 ans il gagne déjà sa vie en sculptant des bouddhas et en réalisant des calligraphies lors de cérémonies (mariages, décès, fêtes religieuses).
À 17 ans il expose pour la première fois dans sa ville natale puis quitte la Chine en décembre 1983 avec le visa d'un cousin qui se prénomme ZhengKe, dès lors son prénom et sa date de naissance seront ceux de ce cousin qui est resté en Chine. Il ne peut s'inscrire à l'école des Beaux Arts et est contraint de travailler dans la clandestinité pour gagner sa vie. Il est employé à faire des dessins pour les meubles chinois, très en vogue à l'époque, chez un marchand du Faubourg Saint-Antoine.
Il travaille également dans la confection et est payé à la pièce ; ce n'est qu'après son mariage en 1986, qu'il reprend ses pinceaux. Sa carrière d'artiste débute alors avec des expositions collectives au sein de l'association subventionnée par le Ministère de la Culture français Jeune Peinture Jeune Expression dont il devient l'un des organisateurs grâce à son beau-frère, photographe, qui en est le Président. Puis il participe régulièrement au Salon des Réalités Nouvelles, où il croise d'autres artistes.
En 2008, il installe un grand atelier à Montreuil et se consacre uniquement à la peinture. Dès lors, il fait de fréquents aller-retour entre la Chine et la France pour exposer dans les deux pays.
En mars 2018, cinq aquarelles de l'artiste entrent dans la collection du Musée national des Arts asiatiques - Guimet. Ce n'est qu'en 2019, profitant de l'allègement de la législation, qu'il récupère son vrai prénom sur ses papiers, prénom qu'il a toujours utilisé pour signer ses œuvres.

## Conquête d'un style
Formé à la copie de la peinture traditionnelle chinoise l'artiste découvre en Europe la peinture abstraite et s'inspire grandement de la liberté gestuelle de Jackson Pollock et de son illustre prédécesseur Zao Wou Ki. Il travaille pendant plusieurs années sur du papier de riz avec de l'encre de Chine, puis il se met également à la peinture à l'huile qui permet un travail plus espacé dans le temps.
Dès les années 1990, son style change ; il s'affranchit des règles de la peinture chinoise traditionnelle tout en gardant son héritage chinois.
C'est dans les années 2000 qu'il travaille l'encre de chine sur de la toile et n'hésite pas à mêler plusieurs médiums : encre, acrylique, huile, aquarelle chinoise. L'œuvre de l'artiste se caractérise par une grande dynamique et une maîtrise de la composition et de la lumière.

## Principales expositions

### Personnelles

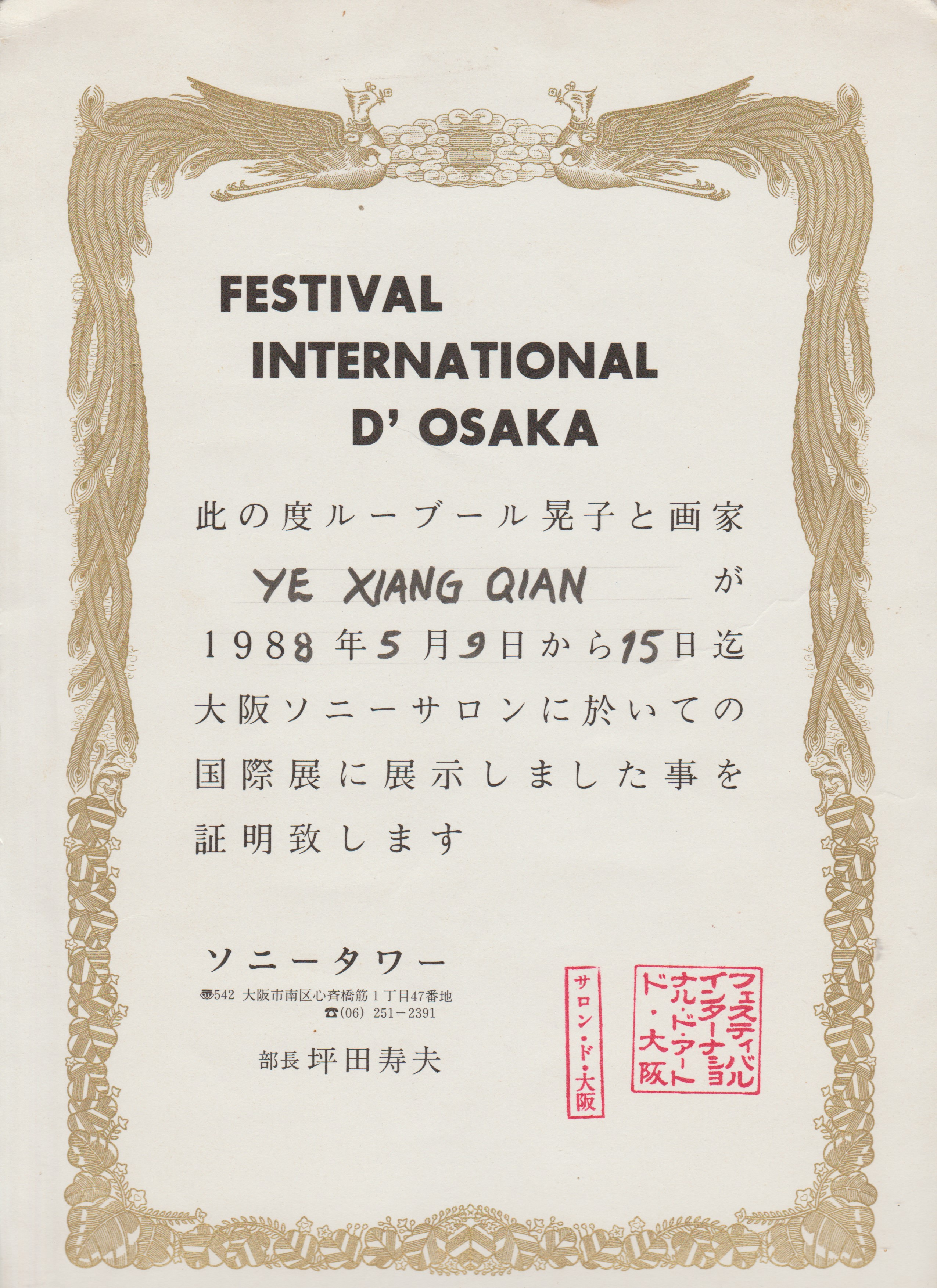

- 1990 ; Musée des Beaux-Arts de Shanghai ;
- 2008 ; Centre Culturel Oriental - Pékin ;
- 2010-2011 ; Exposition permanente dans une demeure ancienne du quartier des anciennes concessions à Tianjin ;
- 2013 ; Centre Culturel de Fuzhou ;
- 2014 ; Foire Internationale d'Art Contemporain Pékin ;
- 2016 ; Galerie J.F Cazeaux - Paris ;
- 2017 ; Galerie de l'IESA (Institut d'études supérieures des arts) - Paris ;
- 2019 ; Grande Exposition itinérante dans les musées nationaux chinois : Tianjin, Fujian, Putian, Guilin, Ningbo, musée Xu Beihong à Suzhou ;
- 2019 ; Galerie d'Art du Temple Fo Guang Yuan - France.
- 2020 Musée Liu Haisu Shanghai
- 2021 Asia Now (salle des conférences)
- 2021 Galerie Aréa
- 2023 Cheng Art Museum - Pékin
- 2024 Fiap Jean Monnet - Paris
- 2025 Galerie 21 - Toulouse

### Collectives
- 1987/1988/1989/1991 ; Salon Jeune Peinture, Jeune Expression ;
- 1988 ; Festival international d'Osaka ;
- 1989 ; 11e Salon International de Peinture Contemporaine, à Tokyo ;
- 2002 ; Galerie Ombres et Lumières - Paris ;  ** 2002 Invitation à l'Exposition Internationale de Peintures et de Calligraphies à 2006, Invité d'honneur de l'association La seine, Art Contemporain ;
- 2006 ; Salon des Réalités Nouvelles ;
- 2008 ; Exposition itinérante de peintures et de calligraphies, Pékin, Tianjin, Los Angeles, Paris, Sydney ;
- 2009 ; 63e Salon des Réalités Nouvelles, Parc floral de Paris, ** 2009 ; Salon organisé par l'association française d'art contemporain, Art en Voyage à Pékin, quartier 798, * 2010 Deuxième Salon Art en Voyage au Sénat chinois à Pékin puis au Musée de Tianjin ;
- 2012 ; Asia Art Expo 2012 ;
- 2012 / 2013 ; Frimousses des Créateurs au Grand Palais - Paris ;
- 2014 ; Organisation du Salon des Réalités Nouvelles, Hors les Murs, ** Pékin 2014 ;
- 2017 ; Musée de Shandong, Chine ;
- 2018 ; Art Capital au Grand Palais (Paris).

## Collections
- Musée de Canton, 2002
- Musée Guimet cinq aquarelles, 2018
- Musée des Beaux-arts de Tianjin, 2019
- Musée du Fujian, 2019
- Musée de Putian, 2019
- Musée de Guilin, 2019.
- Musée Liu Haisu Shanghai 2020
- Musée Cernuschi 2021
- Musée Paul Dupuy / Georges Labit Toulouse  six oeuvres 2024